# Tour de l'Algarve 2020
Le Tour de l'Algarve 2020 (officiellement nommé Volta ao Algarve 2020) est la 46e édition de cette course cycliste par étapes masculine. Il a lieu dans l'Algarve, au sud du Portugal, du 19 au 23 février 2020. Il se déroule en cinq étapes entre Portimão et l'Alto do Malhão sur un parcours de 771,4 kilomètres et fait partie du calendrier UCI ProSeries 2020 (deuxième niveau mondial) en catégorie 2.Pro.

## Équipes participantes
Vingt-cinq équipes participent à ce Tour de l'Algarve - 12 WorldTeams, 5 ProTeams et 8 équipes continentales :
| WorldTeams (12)- Astana - Ineos - CCC Team - Bora-Hansgrohe - Deceuninck-Quick Step - Groupama-FDJ - Lotto Soudal - UAE Team Emirates - Team Sunweb - Trek-Segafredo - Israel Start-Up Nation - Cofidis ProTeams (5)- Alpecin-Fenix - Caja Rural-Seguros RGA - Circus-Wanty Gobert - Uno-X Norwegian Development - Euskaltel-Euskadi Équipes continentales (8)- W52-FC Porto - Tavira - Miranda-Mortágua - Aviludo-Louletano - Efapel - Rádio Popular-Boavista - L.A. Aluminios / L.A. Sport - Kelly-InOutBuild-UD Oliveirense |
| |

## Étapes
| Étape     | Date    | Villes étapes              | type                        | Distance (km) | Vainqueur d'étape  | Leader du classement général |
| --------- | ------- | -------------------------- | --------------------------- | ------------- | ------------------ | ---------------------------- |
| 1re étape | 19 fév. | Portimão – Lagos           | étape de plaine             | 195,6         | Fabio Jakobsen     | Fabio Jakobsen               |
| 2e étape  | 20 fév. | Sagres – Alto da Fóia      | étape de montagne           | 183,9         | Remco Evenepoel    | Remco Evenepoel              |
| 3e étape  | 21 fév. | Faro – Tavira              | étape de plaine             | 201,9         | Cees Bol           | Remco Evenepoel              |
| 4e étape  | 22 fév. | Albufeira – Alto do Malhão | étape de moyenne montagne   | 169,7         | Miguel Ángel López | Remco Evenepoel              |
| 5e étape  | 23 fév. | Lagoa – Lagoa              | contre-la-montre individuel | 20,3          | Remco Evenepoel    | Remco Evenepoel              |

## Déroulement de la course

### 1reétape
| \| Classement de l'étape \| Classement de l'étape \| Classement de l'étape \| Classement de l'étape \| Classement de l'étape \| \| Coureur \| Coureur \| Pays \| Équipe \| Temps \| \| --------------------- \| --------------------- \| --------------------- \| --------------------------- \| --------------------- \| \| 1er \| Fabio Jakobsen \| Pays-Bas \| Deceuninck-Quick Step \| 4 h 55 min 37 s \| \| 2e \| Elia Viviani \| Italie \| Cofidis \| + 0 s \| \| 3e \| Matteo Trentin \| Italie \| CCC Team \| + 0 s \| \| 4e \| Alexander Kristoff \| Norvège \| UAE Team Emirates \| + 0 s \| \| 5e \| Jon Aberasturi \| Espagne \| Caja Rural-Seguros RGA \| + 0 s \| \| 6e \| Cees Bol \| Pays-Bas \| Team Sunweb \| + 0 s \| \| 7e \| Roger Kluge \| Allemagne \| Lotto-Soudal \| + 0 s \| \| 8e \| Davide Cimolai \| Italie \| Israel Start-Up Nation \| + 0 s \| \| 9e \| Daniel Hoelgaard \| Norvège \| Uno-X Norwegian Development \| + 0 s \| \| 10e \| Edward Theuns \| Belgique \| Trek-Segafredo \| + 0 s \| |                    |           |                             |                 |
| |                    |           |                             |                 |
| Source : ProCyclingStats |                    |           |                             |                 |
| Classement de l'étape |                    |           |                             |                 |
| Coureur | Coureur            | Pays      | Équipe                      | Temps           |
| 1er | Fabio Jakobsen     | Pays-Bas  | Deceuninck-Quick Step       | 4 h 55 min 37 s |
| 2e | Elia Viviani       | Italie    | Cofidis                     | + 0 s           |
| 3e | Matteo Trentin     | Italie    | CCC Team                    | + 0 s           |
| 4e | Alexander Kristoff | Norvège   | UAE Team Emirates           | + 0 s           |
| 5e | Jon Aberasturi     | Espagne   | Caja Rural-Seguros RGA      | + 0 s           |
| 6e | Cees Bol           | Pays-Bas  | Team Sunweb                 | + 0 s           |
| 7e | Roger Kluge        | Allemagne | Lotto-Soudal                | + 0 s           |
| 8e | Davide Cimolai     | Italie    | Israel Start-Up Nation      | + 0 s           |
| 9e | Daniel Hoelgaard   | Norvège   | Uno-X Norwegian Development | + 0 s           |
| 10e | Edward Theuns      | Belgique  | Trek-Segafredo              | + 0 s           |

| \| Classement général \| Classement général \| Classement général \| Classement général \| Classement général \| \| Coureur \| Coureur \| Pays \| Équipe \| Temps \| \| ------------------ \| ------------------ \| ------------------ \| --------------------------- \| ------------------ \| \| 1er \| Fabio Jakobsen \| Pays-Bas \| Deceuninck-Quick Step \| 4 h 55 min 37 s \| \| 2e \| Elia Viviani \| Italie \| Cofidis \| + 0 s \| \| 3e \| Matteo Trentin \| Italie \| CCC Team \| + 0 s \| \| 4e \| Alexander Kristoff \| Norvège \| UAE Team Emirates \| + 0 s \| \| 5e \| Jon Aberasturi \| Espagne \| Caja Rural-Seguros RGA \| + 0 s \| \| 6e \| Cees Bol \| Pays-Bas \| Team Sunweb \| + 0 s \| \| 7e \| Roger Kluge \| Allemagne \| Lotto-Soudal \| + 0 s \| \| 8e \| Davide Cimolai \| Italie \| Israel Start-Up Nation \| + 0 s \| \| 9e \| Daniel Hoelgaard \| Norvège \| Uno-X Norwegian Development \| + 0 s \| \| 10e \| Edward Theuns \| Belgique \| Trek-Segafredo \| + 0 s \| |                    |           |                             |                 |
| |                    |           |                             |                 |
| Source : ProCyclingStats |                    |           |                             |                 |
| Classement général |                    |           |                             |                 |
| Coureur | Coureur            | Pays      | Équipe                      | Temps           |
| 1er | Fabio Jakobsen     | Pays-Bas  | Deceuninck-Quick Step       | 4 h 55 min 37 s |
| 2e | Elia Viviani       | Italie    | Cofidis                     | + 0 s           |
| 3e | Matteo Trentin     | Italie    | CCC Team                    | + 0 s           |
| 4e | Alexander Kristoff | Norvège   | UAE Team Emirates           | + 0 s           |
| 5e | Jon Aberasturi     | Espagne   | Caja Rural-Seguros RGA      | + 0 s           |
| 6e | Cees Bol           | Pays-Bas  | Team Sunweb                 | + 0 s           |
| 7e | Roger Kluge        | Allemagne | Lotto-Soudal                | + 0 s           |
| 8e | Davide Cimolai     | Italie    | Israel Start-Up Nation      | + 0 s           |
| 9e | Daniel Hoelgaard   | Norvège   | Uno-X Norwegian Development | + 0 s           |
| 10e | Edward Theuns      | Belgique  | Trek-Segafredo              | + 0 s           |

### 2eétape
| \| Classement de l'étape \| Classement de l'étape \| Classement de l'étape \| Classement de l'étape \| Classement de l'étape \| \| Coureur \| Coureur \| Pays \| Équipe \| Temps \| \| --------------------- \| --------------------- \| --------------------- \| ------------------------------------ \| --------------------- \| \| 1er \| Remco Evenepoel \| Belgique \| Deceuninck-Quick Step \| 4 h 46 min 38 s \| \| 2e \| Maximilian Schachmann \| Allemagne \| Bora-Hansgrohe \| + 0 s \| \| 3e \| Dan Martin \| Irlande \| Israel Start-Up Nation \| + 2 s \| \| 4e \| Rui Costa \| Portugal \| UAE Team Emirates \| + 2 s \| \| 5e \| Tim Wellens \| Belgique \| Lotto-Soudal \| + 2 s \| \| 6e \| Miguel Ángel López \| Colombie \| Astana \| + 5 s \| \| 7e \| Frederico Figueiredo \| Portugal \| Atum General-Tavira-Maria Nova Hotel \| + 8 s \| \| 8e \| Vincenzo Nibali \| Italie \| Trek-Segafredo \| + 8 s \| \| 9e \| Bauke Mollema \| Pays-Bas \| Trek-Segafredo \| + 8 s \| \| 10e \| Amaro Antunes \| Portugal \| W52-FC Porto \| + 8 s \| |                       |           |                                      |                 |
| |                       |           |                                      |                 |
| Source : ProCyclingStats |                       |           |                                      |                 |
| Classement de l'étape |                       |           |                                      |                 |
| Coureur | Coureur               | Pays      | Équipe                               | Temps           |
| 1er | Remco Evenepoel       | Belgique  | Deceuninck-Quick Step                | 4 h 46 min 38 s |
| 2e | Maximilian Schachmann | Allemagne | Bora-Hansgrohe                       | + 0 s           |
| 3e | Dan Martin            | Irlande   | Israel Start-Up Nation               | + 2 s           |
| 4e | Rui Costa             | Portugal  | UAE Team Emirates                    | + 2 s           |
| 5e | Tim Wellens           | Belgique  | Lotto-Soudal                         | + 2 s           |
| 6e | Miguel Ángel López    | Colombie  | Astana                               | + 5 s           |
| 7e | Frederico Figueiredo  | Portugal  | Atum General-Tavira-Maria Nova Hotel | + 8 s           |
| 8e | Vincenzo Nibali       | Italie    | Trek-Segafredo                       | + 8 s           |
| 9e | Bauke Mollema         | Pays-Bas  | Trek-Segafredo                       | + 8 s           |
| 10e | Amaro Antunes         | Portugal  | W52-FC Porto                         | + 8 s           |

| \| Classement général \| Classement général \| Classement général \| Classement général \| Classement général \| \| Coureur \| Coureur \| Pays \| Équipe \| Temps \| \| ------------------ \| --------------------- \| ------------------ \| ------------------------------------ \| ------------------ \| \| 1er \| Remco Evenepoel \| Belgique \| Deceuninck-Quick Step \| 9 h 42 min 15 s \| \| 2e \| Maximilian Schachmann \| Allemagne \| Bora-Hansgrohe \| + 0 s \| \| 3e \| Rui Costa \| Portugal \| UAE Team Emirates \| + 2 s \| \| 4e \| Dan Martin \| Irlande \| Israel Start-Up Nation \| + 2 s \| \| 5e \| Tim Wellens \| Belgique \| Lotto-Soudal \| + 2 s \| \| 6e \| Miguel Ángel López \| Colombie \| Astana \| + 5 s \| \| 7e \| Amaro Antunes \| Portugal \| W52-FC Porto \| + 8 s \| \| 8e \| Vincenzo Nibali \| Italie \| Trek-Segafredo \| + 8 s \| \| 9e \| Bauke Mollema \| Pays-Bas \| Trek-Segafredo \| + 8 s \| \| 10e \| Frederico Figueiredo \| Portugal \| Atum General-Tavira-Maria Nova Hotel \| + 8 s \| |                       |           |                                      |                 |
| |                       |           |                                      |                 |
| Source : ProCyclingStats |                       |           |                                      |                 |
| Classement général |                       |           |                                      |                 |
| Coureur | Coureur               | Pays      | Équipe                               | Temps           |
| 1er | Remco Evenepoel       | Belgique  | Deceuninck-Quick Step                | 9 h 42 min 15 s |
| 2e | Maximilian Schachmann | Allemagne | Bora-Hansgrohe                       | + 0 s           |
| 3e | Rui Costa             | Portugal  | UAE Team Emirates                    | + 2 s           |
| 4e | Dan Martin            | Irlande   | Israel Start-Up Nation               | + 2 s           |
| 5e | Tim Wellens           | Belgique  | Lotto-Soudal                         | + 2 s           |
| 6e | Miguel Ángel López    | Colombie  | Astana                               | + 5 s           |
| 7e | Amaro Antunes         | Portugal  | W52-FC Porto                         | + 8 s           |
| 8e | Vincenzo Nibali       | Italie    | Trek-Segafredo                       | + 8 s           |
| 9e | Bauke Mollema         | Pays-Bas  | Trek-Segafredo                       | + 8 s           |
| 10e | Frederico Figueiredo  | Portugal  | Atum General-Tavira-Maria Nova Hotel | + 8 s           |

### 3eétape
| \| Classement de l'étape \| Classement de l'étape \| Classement de l'étape \| Classement de l'étape \| Classement de l'étape \| \| Coureur \| Coureur \| Pays \| Équipe \| Temps \| \| --------------------- \| --------------------- \| --------------------- \| --------------------------- \| --------------------- \| \| 1er \| Cees Bol \| Pays-Bas \| Team Sunweb \| 5 h 00 min 51 s \| \| 2e \| Sacha Modolo \| Italie \| Alpecin-Fenix \| + 0 s \| \| 3e \| Fabio Jakobsen \| Pays-Bas \| Deceuninck-Quick Step \| + 0 s \| \| 4e \| Alexander Kristoff \| Norvège \| UAE Team Emirates \| + 0 s \| \| 5e \| Daniel Hoelgaard \| Norvège \| Uno-X Norwegian Development \| + 0 s \| \| 6e \| Ryan Mullen \| Irlande \| Trek-Segafredo \| + 0 s \| \| 7e \| Elia Viviani \| Italie \| Cofidis \| + 0 s \| \| 8e \| Roger Kluge \| Allemagne \| Lotto-Soudal \| + 0 s \| \| 9e \| Jon Aberasturi \| Espagne \| Caja Rural-Seguros RGA \| + 0 s \| \| 10e \| Tom Devriendt \| Belgique \| Circus-Wanty Gobert \| + 0 s \| |                    |           |                             |                 |
| |                    |           |                             |                 |
| Source : ProCyclingStats |                    |           |                             |                 |
| Classement de l'étape |                    |           |                             |                 |
| Coureur | Coureur            | Pays      | Équipe                      | Temps           |
| 1er | Cees Bol           | Pays-Bas  | Team Sunweb                 | 5 h 00 min 51 s |
| 2e | Sacha Modolo       | Italie    | Alpecin-Fenix               | + 0 s           |
| 3e | Fabio Jakobsen     | Pays-Bas  | Deceuninck-Quick Step       | + 0 s           |
| 4e | Alexander Kristoff | Norvège   | UAE Team Emirates           | + 0 s           |
| 5e | Daniel Hoelgaard   | Norvège   | Uno-X Norwegian Development | + 0 s           |
| 6e | Ryan Mullen        | Irlande   | Trek-Segafredo              | + 0 s           |
| 7e | Elia Viviani       | Italie    | Cofidis                     | + 0 s           |
| 8e | Roger Kluge        | Allemagne | Lotto-Soudal                | + 0 s           |
| 9e | Jon Aberasturi     | Espagne   | Caja Rural-Seguros RGA      | + 0 s           |
| 10e | Tom Devriendt      | Belgique  | Circus-Wanty Gobert         | + 0 s           |

| \| Classement général \| Classement général \| Classement général \| Classement général \| Classement général \| \| Coureur \| Coureur \| Pays \| Équipe \| Temps \| \| ------------------ \| --------------------- \| ------------------ \| ------------------------------------ \| ------------------ \| \| 1er \| Remco Evenepoel \| Belgique \| Deceuninck-Quick Step \| 14 h 43 min 06 s \| \| 2e \| Maximilian Schachmann \| Allemagne \| Bora-Hansgrohe \| + 0 s \| \| 3e \| Dan Martin \| Irlande \| Israel Start-Up Nation \| + 2 s \| \| 4e \| Rui Costa \| Portugal \| UAE Team Emirates \| + 2 s \| \| 5e \| Tim Wellens \| Belgique \| Lotto-Soudal \| + 2 s \| \| 6e \| Miguel Ángel López \| Colombie \| Astana \| + 5 s \| \| 7e \| Amaro Antunes \| Portugal \| W52-FC Porto \| + 8 s \| \| 8e \| Vincenzo Nibali \| Italie \| Trek-Segafredo \| + 8 s \| \| 9e \| Bauke Mollema \| Pays-Bas \| Trek-Segafredo \| + 8 s \| \| 10e \| Frederico Figueiredo \| Portugal \| Atum General-Tavira-Maria Nova Hotel \| + 8 s \| |                       |           |                                      |                  |
| |                       |           |                                      |                  |
| Source : ProCyclingStats |                       |           |                                      |                  |
| Classement général |                       |           |                                      |                  |
| Coureur | Coureur               | Pays      | Équipe                               | Temps            |
| 1er | Remco Evenepoel       | Belgique  | Deceuninck-Quick Step                | 14 h 43 min 06 s |
| 2e | Maximilian Schachmann | Allemagne | Bora-Hansgrohe                       | + 0 s            |
| 3e | Dan Martin            | Irlande   | Israel Start-Up Nation               | + 2 s            |
| 4e | Rui Costa             | Portugal  | UAE Team Emirates                    | + 2 s            |
| 5e | Tim Wellens           | Belgique  | Lotto-Soudal                         | + 2 s            |
| 6e | Miguel Ángel López    | Colombie  | Astana                               | + 5 s            |
| 7e | Amaro Antunes         | Portugal  | W52-FC Porto                         | + 8 s            |
| 8e | Vincenzo Nibali       | Italie    | Trek-Segafredo                       | + 8 s            |
| 9e | Bauke Mollema         | Pays-Bas  | Trek-Segafredo                       | + 8 s            |
| 10e | Frederico Figueiredo  | Portugal  | Atum General-Tavira-Maria Nova Hotel | + 8 s            |

### 4eétape
| \| Classement de l'étape \| Classement de l'étape \| Classement de l'étape \| Classement de l'étape \| Classement de l'étape \| \| Coureur \| Coureur \| Pays \| Équipe \| Temps \| \| --------------------- \| --------------------- \| --------------------- \| ---------------------- \| --------------------- \| \| 1er \| Miguel Ángel López \| Colombie \| Astana \| 4 h 32 min 25 s \| \| 2e \| Dan Martin \| Irlande \| Israel Start-Up Nation \| + 2 s \| \| 3e \| Remco Evenepoel \| Belgique \| Deceuninck-Quick Step \| + 4 s \| \| 4e \| Maximilian Schachmann \| Allemagne \| Bora-Hansgrohe \| + 4 s \| \| 5e \| Rui Costa \| Portugal \| UAE Team Emirates \| + 5 s \| \| 6e \| Simon Geschke \| Allemagne \| CCC Team \| + 14 s \| \| 7e \| Amaro Antunes \| Portugal \| W52-FC Porto \| + 14 s \| \| 8e \| Bauke Mollema \| Pays-Bas \| Trek-Segafredo \| + 14 s \| \| 9e \| Jan Polanc \| Slovénie \| UAE Team Emirates \| + 19 s \| \| 10e \| Tim Wellens \| Belgique \| Lotto-Soudal \| + 21 s \| |                       |           |                        |                 |
| |                       |           |                        |                 |
| Source : ProCyclingStats |                       |           |                        |                 |
| Classement de l'étape |                       |           |                        |                 |
| Coureur | Coureur               | Pays      | Équipe                 | Temps           |
| 1er | Miguel Ángel López    | Colombie  | Astana                 | 4 h 32 min 25 s |
| 2e | Dan Martin            | Irlande   | Israel Start-Up Nation | + 2 s           |
| 3e | Remco Evenepoel       | Belgique  | Deceuninck-Quick Step  | + 4 s           |
| 4e | Maximilian Schachmann | Allemagne | Bora-Hansgrohe         | + 4 s           |
| 5e | Rui Costa             | Portugal  | UAE Team Emirates      | + 5 s           |
| 6e | Simon Geschke         | Allemagne | CCC Team               | + 14 s          |
| 7e | Amaro Antunes         | Portugal  | W52-FC Porto           | + 14 s          |
| 8e | Bauke Mollema         | Pays-Bas  | Trek-Segafredo         | + 14 s          |
| 9e | Jan Polanc            | Slovénie  | UAE Team Emirates      | + 19 s          |
| 10e | Tim Wellens           | Belgique  | Lotto-Soudal           | + 21 s          |

| \| Classement général \| Classement général \| Classement général \| Classement général \| Classement général \| \| Coureur \| Coureur \| Pays \| Équipe \| Temps \| \| ------------------ \| --------------------- \| ------------------ \| ------------------------------------ \| ------------------ \| \| 1er \| Remco Evenepoel \| Belgique \| Deceuninck-Quick Step \| 18 h 59 min 35 s \| \| 2e \| Dan Martin \| Irlande \| Israel Start-Up Nation \| + 0 s \| \| 3e \| Maximilian Schachmann \| Allemagne \| Bora-Hansgrohe \| + 0 s \| \| 4e \| Miguel Ángel López \| Colombie \| Astana \| + 1 s \| \| 5e \| Rui Costa \| Portugal \| UAE Team Emirates \| + 3 s \| \| 6e \| Amaro Antunes \| Portugal \| W52-FC Porto \| + 18 s \| \| 7e \| Bauke Mollema \| Pays-Bas \| Trek-Segafredo \| + 18 s \| \| 8e \| Tim Wellens \| Belgique \| Lotto-Soudal \| + 19 s \| \| 9e \| Simon Geschke \| Allemagne \| CCC Team \| + 24 s \| \| 10e \| Frederico Figueiredo \| Portugal \| Atum General-Tavira-Maria Nova Hotel \| + 31 s \| |                       |           |                                      |                  |
| |                       |           |                                      |                  |
| Source : ProCyclingStats |                       |           |                                      |                  |
| Classement général |                       |           |                                      |                  |
| Coureur | Coureur               | Pays      | Équipe                               | Temps            |
| 1er | Remco Evenepoel       | Belgique  | Deceuninck-Quick Step                | 18 h 59 min 35 s |
| 2e | Dan Martin            | Irlande   | Israel Start-Up Nation               | + 0 s            |
| 3e | Maximilian Schachmann | Allemagne | Bora-Hansgrohe                       | + 0 s            |
| 4e | Miguel Ángel López    | Colombie  | Astana                               | + 1 s            |
| 5e | Rui Costa             | Portugal  | UAE Team Emirates                    | + 3 s            |
| 6e | Amaro Antunes         | Portugal  | W52-FC Porto                         | + 18 s           |
| 7e | Bauke Mollema         | Pays-Bas  | Trek-Segafredo                       | + 18 s           |
| 8e | Tim Wellens           | Belgique  | Lotto-Soudal                         | + 19 s           |
| 9e | Simon Geschke         | Allemagne | CCC Team                             | + 24 s           |
| 10e | Frederico Figueiredo  | Portugal  | Atum General-Tavira-Maria Nova Hotel | + 31 s           |

### 5eétape
| \| Classement de l'étape \| Classement de l'étape \| Classement de l'étape \| Classement de l'étape \| Classement de l'étape \| \| Coureur \| Coureur \| Pays \| Équipe \| Temps \| \| --------------------- \| --------------------- \| --------------------- \| ---------------------- \| --------------------- \| \| 1er \| Remco Evenepoel \| Belgique \| Deceuninck-Quick Step \| 24 min 07 s \| \| 2e \| Rohan Dennis \| Australie \| Team Ineos \| + 10 s \| \| 3e \| Stefan Küng \| Suisse \| Groupama-FDJ \| + 19 s \| \| 4e \| Maximilian Schachmann \| Allemagne \| Bora-Hansgrohe \| + 38 s \| \| 5e \| Miguel Ángel López \| Colombie \| Astana \| + 38 s \| \| 6e \| Michał Kwiatkowski \| Pologne \| Team Ineos \| + 38 s \| \| 7e \| Patrick Bevin \| Nouvelle-Zélande \| CCC Team \| + 38 s \| \| 8e \| Yves Lampaert \| Belgique \| Deceuninck-Quick Step \| + 46 s \| \| 9e \| Nils Politt \| Allemagne \| Israel Start-Up Nation \| + 47 s \| \| 10e \| Mads Würtz Schmidt \| Danemark \| Israel Start-Up Nation \| + 48 s \| |                       |                  |                        |             |
| |                       |                  |                        |             |
| Source : ProCyclingStats |                       |                  |                        |             |
| Classement de l'étape |                       |                  |                        |             |
| Coureur | Coureur               | Pays             | Équipe                 | Temps       |
| 1er | Remco Evenepoel       | Belgique         | Deceuninck-Quick Step  | 24 min 07 s |
| 2e | Rohan Dennis          | Australie        | Team Ineos             | + 10 s      |
| 3e | Stefan Küng           | Suisse           | Groupama-FDJ           | + 19 s      |
| 4e | Maximilian Schachmann | Allemagne        | Bora-Hansgrohe         | + 38 s      |
| 5e | Miguel Ángel López    | Colombie         | Astana                 | + 38 s      |
| 6e | Michał Kwiatkowski    | Pologne          | Team Ineos             | + 38 s      |
| 7e | Patrick Bevin         | Nouvelle-Zélande | CCC Team               | + 38 s      |
| 8e | Yves Lampaert         | Belgique         | Deceuninck-Quick Step  | + 46 s      |
| 9e | Nils Politt           | Allemagne        | Israel Start-Up Nation | + 47 s      |
| 10e | Mads Würtz Schmidt    | Danemark         | Israel Start-Up Nation | + 48 s      |

## Classements finals

### Classement général final
| \| Classement général \| Classement général \| Classement général \| Classement général \| Classement général \| \| Coureur \| Coureur \| Pays \| Équipe \| Temps \| \| ------------------ \| --------------------- \| ------------------ \| --------------------- \| ------------------ \| \| 1er \| Remco Evenepoel \| Belgique \| Deceuninck-Quick Step \| 19 h 23 min 42 s \| \| 2e \| Maximilian Schachmann \| Allemagne \| Bora-Hansgrohe \| + 38 s \| \| 3e \| Miguel Ángel López \| Colombie \| Astana \| + 39 s \| \| 4e \| Rui Costa \| Portugal \| UAE Team Emirates \| + 56 s \| \| 5e \| Tim Wellens \| Belgique \| Lotto-Soudal \| + 1 min 17 s \| \| 6e \| Simon Geschke \| Allemagne \| CCC Team \| + 1 min 18 s \| \| 7e \| Lennard Kämna \| Allemagne \| Bora-Hansgrohe \| + 1 min 26 s \| \| 8e \| Bauke Mollema \| Pays-Bas \| Trek-Segafredo \| + 1 min 31 s \| \| 9e \| João Almeida \| Portugal \| Deceuninck-Quick Step \| + 1 min 40 s \| \| 10e \| Amaro Antunes \| Portugal \| W52-FC Porto \| + 1 min 57 s \| |                       |           |                       |                  |
| |                       |           |                       |                  |
| Source : ProCyclingStats |                       |           |                       |                  |
| Classement général |                       |           |                       |                  |
| Coureur | Coureur               | Pays      | Équipe                | Temps            |
| 1er | Remco Evenepoel       | Belgique  | Deceuninck-Quick Step | 19 h 23 min 42 s |
| 2e | Maximilian Schachmann | Allemagne | Bora-Hansgrohe        | + 38 s           |
| 3e | Miguel Ángel López    | Colombie  | Astana                | + 39 s           |
| 4e | Rui Costa             | Portugal  | UAE Team Emirates     | + 56 s           |
| 5e | Tim Wellens           | Belgique  | Lotto-Soudal          | + 1 min 17 s     |
| 6e | Simon Geschke         | Allemagne | CCC Team              | + 1 min 18 s     |
| 7e | Lennard Kämna         | Allemagne | Bora-Hansgrohe        | + 1 min 26 s     |
| 8e | Bauke Mollema         | Pays-Bas  | Trek-Segafredo        | + 1 min 31 s     |
| 9e | João Almeida          | Portugal  | Deceuninck-Quick Step | + 1 min 40 s     |
| 10e | Amaro Antunes         | Portugal  | W52-FC Porto          | + 1 min 57 s     |

### Classements annexes
| Classement par points | Classement par points | Classement par points | Classement par points  | Classement par points |
| Coureur               | Coureur               | Pays                  | Équipe                 | Points                |
| --------------------- | --------------------- | --------------------- | ---------------------- | --------------------- |
| 1er                   | Fabio Jakobsen        | Pays-Bas              | Deceuninck-Quick Step  | 41 pts                |
| 2e                    | Cees Bol              | Pays-Bas              | Team Sunweb            | 33 pts                |
| 3e                    | Alexander Kristoff    | Norvège               | UAE Team Emirates      | 26 pts                |
| 4e                    | Elia Viviani          | Italie                | Cofidis                | 26 pts                |
| 5e                    | Remco Evenepoel       | Belgique              | Deceuninck-Quick Step  | 25 pts                |
| 6e                    | Dan Martin            | Irlande               | Israel Start-Up Nation | 22 pts                |
| 7e                    | Miguel Ángel López    | Colombie              | Astana                 | 20 pts                |
| 8e                    | Maximilian Schachmann | Allemagne             | Bora-Hansgrohe         | 20 pts                |
| 9e                    | Sacha Modolo          | Italie                | Alpecin-Fenix          | 20 pts                |
| 10e                   | Rui Costa             | Portugal              | UAE Team Emirates      | 16 pts                |

| Classement par points | Classement par points | Classement par points | Classement par points  | Classement par points |
| Coureur               | Coureur               | Pays                  | Équipe                 | Points                |
| --------------------- | --------------------- | --------------------- | ---------------------- | --------------------- |
| 1er                   | Fabio Jakobsen        | Pays-Bas              | Deceuninck-Quick Step  | 41 pts                |
| 2e                    | Cees Bol              | Pays-Bas              | Team Sunweb            | 33 pts                |
| 3e                    | Alexander Kristoff    | Norvège               | UAE Team Emirates      | 26 pts                |
| 4e                    | Elia Viviani          | Italie                | Cofidis                | 26 pts                |
| 5e                    | Remco Evenepoel       | Belgique              | Deceuninck-Quick Step  | 25 pts                |
| 6e                    | Dan Martin            | Irlande               | Israel Start-Up Nation | 22 pts                |
| 7e                    | Miguel Ángel López    | Colombie              | Astana                 | 20 pts                |
| 8e                    | Maximilian Schachmann | Allemagne             | Bora-Hansgrohe         | 20 pts                |
| 9e                    | Sacha Modolo          | Italie                | Alpecin-Fenix          | 20 pts                |
| 10e                   | Rui Costa             | Portugal              | UAE Team Emirates      | 16 pts                |

| Classement de la montagne | Classement de la montagne | Classement de la montagne | Classement de la montagne            | Classement de la montagne |
| Coureur                   | Coureur                   | Pays                      | Équipe                               | Points                    |
| ------------------------- | ------------------------- | ------------------------- | ------------------------------------ | ------------------------- |
| 1er                       | Dries De Bondt            | Belgique                  | Alpecin-Fenix                        | 17 pts                    |
| 2e                        | Remco Evenepoel           | Belgique                  | Deceuninck-Quick Step                | 15 pts                    |
| 3e                        | Tiago Antunes             | Portugal                  | Efapel                               | 14 pts                    |
| 4e                        | João Rodrigues            | Portugal                  | W52-FC Porto                         | 10 pts                    |
| 5e                        | Dan Martin                | Irlande                   | Israel Start-Up Nation               | 10 pts                    |
| 6e                        | Maximilian Schachmann     | Allemagne                 | Bora-Hansgrohe                       | 10 pts                    |
| 7e                        | Alexander Grigoriev       | Russie                    | Atum General-Tavira-Maria Nova Hotel | 7 pts                     |
| 8e                        | Miguel Ángel López        | Colombie                  | Astana                               | 6 pts                     |
| 9e                        | Frederico Figueiredo      | Portugal                  | Atum General-Tavira-Maria Nova Hotel | 6 pts                     |
| 10e                       | Michael Schär             | Suisse                    | CCC Team                             | 6 pts                     |

| Classement de la montagne | Classement de la montagne | Classement de la montagne | Classement de la montagne            | Classement de la montagne |
| Coureur                   | Coureur                   | Pays                      | Équipe                               | Points                    |
| ------------------------- | ------------------------- | ------------------------- | ------------------------------------ | ------------------------- |
| 1er                       | Dries De Bondt            | Belgique                  | Alpecin-Fenix                        | 17 pts                    |
| 2e                        | Remco Evenepoel           | Belgique                  | Deceuninck-Quick Step                | 15 pts                    |
| 3e                        | Tiago Antunes             | Portugal                  | Efapel                               | 14 pts                    |
| 4e                        | João Rodrigues            | Portugal                  | W52-FC Porto                         | 10 pts                    |
| 5e                        | Dan Martin                | Irlande                   | Israel Start-Up Nation               | 10 pts                    |
| 6e                        | Maximilian Schachmann     | Allemagne                 | Bora-Hansgrohe                       | 10 pts                    |
| 7e                        | Alexander Grigoriev       | Russie                    | Atum General-Tavira-Maria Nova Hotel | 7 pts                     |
| 8e                        | Miguel Ángel López        | Colombie                  | Astana                               | 6 pts                     |
| 9e                        | Frederico Figueiredo      | Portugal                  | Atum General-Tavira-Maria Nova Hotel | 6 pts                     |
| 10e                       | Michael Schär             | Suisse                    | CCC Team                             | 6 pts                     |

| Classement du meilleur jeune | Classement du meilleur jeune | Classement du meilleur jeune | Classement du meilleur jeune | Classement du meilleur jeune |
| Coureur                      | Coureur                      | Pays                         | Équipe                       | Temps                        |
| ---------------------------- | ---------------------------- | ---------------------------- | ---------------------------- | ---------------------------- |
| 1er                          | Remco Evenepoel              | Belgique                     | Deceuninck-Quick Step        | 19 h 23 min 42 s             |
| 2e                           | João Almeida                 | Portugal                     | Deceuninck-Quick Step        | + 1 min 40 s                 |
| 3e                           | Ilan Van Wilder              | Belgique                     | Team Sunweb                  | + 3 min 39 s                 |
| 4e                           | Andreas Leknessund           | Norvège                      | Uno-X Norwegian Development  | + 3 min 48 s                 |
| 5e                           | Kevin Geniets                | Luxembourg                   | Groupama-FDJ                 | + 4 min 20 s                 |
| 6e                           | Harold Tejada                | Colombie                     | Astana                       | + 4 min 44 s                 |
| 7e                           | Torjus Sleen                 | Norvège                      | Uno-X Norwegian Development  | + 6 min 07 s                 |
| 8e                           | Juan Fernando Calle          | Colombie                     | Caja Rural-Seguros RGA       | + 12 min 59 s                |
| 9e                           | Brent Van Moer               | Belgique                     | Lotto-Soudal                 | + 14 min 14 s                |
| 10e                          | Nicolás Sáenz                | Colombie                     | Efapel                       | + 17 min 50 s                |

| Classement du meilleur jeune | Classement du meilleur jeune | Classement du meilleur jeune | Classement du meilleur jeune | Classement du meilleur jeune |
| Coureur                      | Coureur                      | Pays                         | Équipe                       | Temps                        |
| ---------------------------- | ---------------------------- | ---------------------------- | ---------------------------- | ---------------------------- |
| 1er                          | Remco Evenepoel              | Belgique                     | Deceuninck-Quick Step        | 19 h 23 min 42 s             |
| 2e                           | João Almeida                 | Portugal                     | Deceuninck-Quick Step        | + 1 min 40 s                 |
| 3e                           | Ilan Van Wilder              | Belgique                     | Team Sunweb                  | + 3 min 39 s                 |
| 4e                           | Andreas Leknessund           | Norvège                      | Uno-X Norwegian Development  | + 3 min 48 s                 |
| 5e                           | Kevin Geniets                | Luxembourg                   | Groupama-FDJ                 | + 4 min 20 s                 |
| 6e                           | Harold Tejada                | Colombie                     | Astana                       | + 4 min 44 s                 |
| 7e                           | Torjus Sleen                 | Norvège                      | Uno-X Norwegian Development  | + 6 min 07 s                 |
| 8e                           | Juan Fernando Calle          | Colombie                     | Caja Rural-Seguros RGA       | + 12 min 59 s                |
| 9e                           | Brent Van Moer               | Belgique                     | Lotto-Soudal                 | + 14 min 14 s                |
| 10e                          | Nicolás Sáenz                | Colombie                     | Efapel                       | + 17 min 50 s                |

| Classement par équipes | Classement par équipes | Classement par équipes | Classement par équipes |
| Équipe                 | Équipe                 | Pays                   | Temps                  |
| ---------------------- | ---------------------- | ---------------------- | ---------------------- |
| 1re                    | Ineos                  | Royaume-Uni            | 58 h 19 min 43 s       |
| 2e                     | UAE Team Emirates      | Émirats arabes unis    | + 25 s                 |
| 3e                     | CCC Team               | Pologne                | + 1 min 51 s           |
| 4e                     | Astana                 | Kazakhstan             | + 2 min 41 s           |
| 5e                     | Deceuninck-Quick Step  | Belgique               | + 5 min 09 s           |

| Classement par équipes | Classement par équipes | Classement par équipes | Classement par équipes |
| Équipe                 | Équipe                 | Pays                   | Temps                  |
| ---------------------- | ---------------------- | ---------------------- | ---------------------- |
| 1re                    | Ineos                  | Royaume-Uni            | 58 h 19 min 43 s       |
| 2e                     | UAE Team Emirates      | Émirats arabes unis    | + 25 s                 |
| 3e                     | CCC Team               | Pologne                | + 1 min 51 s           |
| 4e                     | Astana                 | Kazakhstan             | + 2 min 41 s           |
| 5e                     | Deceuninck-Quick Step  | Belgique               | + 5 min 09 s           |

### Classement UCI
La course attribue des points au Classement mondial UCI 2020 selon le barème suivant.
| Position           | 1er | 2e  | 3e  | 4e  | 5e | 6e | 7e | 8e | 9e | 10e | 11e | 12e | 13e | 14e | 15e | 16e à 30e | 31e à 40e |
| Classement général | 200 | 150 | 125 | 100 | 85 | 70 | 60 | 50 | 40 | 35  | 30  | 25  | 20  | 15  | 10  | 5         | 3         |
| Par étape          | 20  | 10  | 5   |     |    |    |    |    |    |     |     |     |     |     |     |           |           |
| Leader, par étape  | 5   |     |     |     |    |    |    |    |    |     |     |     |     |     |     |           |           |

## Évolution des classements
| Étape            | Vainqueur          | Classement général | Classement par points | Classement de la montagne | Classement du meilleur jeune | Classement par équipes |
| ---------------- | ------------------ | ------------------ | --------------------- | ------------------------- | ---------------------------- | ---------------------- |
| 1                | Fabio Jakobsen     | Fabio Jakobsen     | Fabio Jakobsen        | Álvaro Trueba             | Juan Fernando Calle          | Israel Start-Up Nation |
| 2                | Remco Evenepoel    | Remco Evenepoel    | Fabio Jakobsen        | Remco Evenepoel           | Remco Evenepoel              | Astana                 |
| 3                | Cees Bol           | Remco Evenepoel    | Fabio Jakobsen        | Remco Evenepoel           | Remco Evenepoel              | Astana                 |
| 4                | Miguel Ángel López | Remco Evenepoel    | Fabio Jakobsen        | Dries De Bondt            | Remco Evenepoel              | UAE Team Emirates      |
| 5                | Remco Evenepoel    | Remco Evenepoel    | Fabio Jakobsen        | Dries De Bondt            | Remco Evenepoel              | Ineos                  |
| Classement final | Classement final   | Remco Evenepoel    | Fabio Jakobsen        | Dries De Bondt            | Remco Evenepoel              | Ineos                  |

## Liste des participants
| Légende                             | Légende                                                                                                  | Légende                                | Légende                                                                                         |
| ----------------------------------- | --- | -------------------------------------- | ----------------------------------------------------------------------------------------------- |
| Num                                 | Dossard de départ porté par le coureur sur ce Tour de l'Algarve                                          | Pos                                    | Position finale au classement général                                                           |
| Leader du classement général        | Indique le vainqueur du classement général                                                               | Leader du classement par points        | Indique le vainqueur du classement par points                                                   |
| Leader du classement de la montagne | Indique le vainqueur du classement de la montagne                                                        | Leader du classement du meilleur jeune | Indique le vainqueur du classement du meilleur jeune                                            |
|                                     | Indique un maillot de champion national ou mondial, suivi de sa spécialité                               | #                                      | Indique la meilleure équipe                                                                     |
| NP                                  | Indique un coureur qui n'a pas pris le départ d'une étape, suivi du numéro de l'étape où il s'est retiré | AB                                     | Indique un coureur qui n'a pas terminé une étape, suivi du numéro de l'étape où il s'est retiré |
| HD                                  | Indique un coureur qui a terminé une étape hors des délais, suivi du numéro de l'étape                   | *                                      | Indique un coureur en lice pour le classement du meilleur jeune (coureurs nés après le )        |

| Astana AST | Astana AST               | Astana AST |
| ---------- | ------------------------ | ---------- |
| Num        | Coureur                  | Pos        |
| 1          | Miguel Ángel López (COL) | 3e         |
| 2          | Luis León Sánchez (ESP)  | NP-5       |
| 3          | Zhandos Bizhigitov (KAZ) | 117e       |
| 4          | Rodrigo Contreras (COL)  | 28e        |
| 5          | Davide Martinelli (ITA)  | 94e        |
| 6          | Yuriy Natarov (KAZ)      | 62e        |
| 7          | Harold Tejada (COL)      | 23e        |

| Bora-Hansgrohe BOH | Bora-Hansgrohe BOH                  | Bora-Hansgrohe BOH |
| ------------------ | ----------------------------------- | ------------------ |
| Num                | Coureur                             | Pos                |
| 11                 | Jempy Drucker (LUX)                 | 82e                |
| 12                 | Felix Großschartner (AUT)           | 109e               |
| 13                 | Lennard Kämna (GER)                 | 7e                 |
| 14                 | Martin Laas (EST)                   | 124e               |
| 15                 | Lukas Pöstlberger (AUT)             | 88e                |
| 16                 | Maximilian Schachmann (GER) (route) | 2e                 |
| 17                 | Andreas Schillinger (GER)           | 130e               |

| CCC Team CCC | CCC Team CCC               | CCC Team CCC |
| ------------ | -------------------------- | ------------ |
| Num          | Coureur                    | Pos          |
| 21           | Greg Van Avermaet (BEL)    | 13e          |
| 22           | Matteo Trentin (ITA)       | 43e          |
| 23           | Simon Geschke (GER)        | 6e           |
| 24           | Michael Schär (SUI)        | 59e          |
| 25           | Gijs Van Hoecke (BEL)      | 63e          |
| 26           | Nathan Van Hooydonck (BEL) | 33e          |
| 27           | Patrick Bevin (NZL)        | 58e          |

| Cofidis COF | Cofidis COF                | Cofidis COF |
| ----------- | -------------------------- | ----------- |
| Num         | Coureur                    | Pos         |
| 31          | Elia Viviani (ITA) (route) | 132e        |
| 32          | Simone Consonni (ITA)      | NP-5        |
| 33          | Mathias Le Turnier (FRA)   | 65e         |
| 34          | Luis Ángel Maté (ESP)      | 37e         |
| 35          | Marco Mathis (GER)         | 118e        |
| 36          | Fabio Sabatini (ITA)       | 157e        |
| 37          | Kenneth Vanbilsen (BEL)    | NP-1        |

| Deceuninck-Quick Step DQT | Deceuninck-Quick Step DQT      | Deceuninck-Quick Step DQT |
| ------------------------- | ------------------------------ | ------------------------- |
| Num                       | Coureur                        | Pos                       |
| 41                        | João Almeida (POR)             | 9e                        |
| 42                        | Tim Declercq (BEL)             | 53e                       |
| 43                        | Remco Evenepoel (BEL) (chrono) | 1er                       |
| 44                        | Fabio Jakobsen (NED) (route)   | 131e                      |
| 45                        | Iljo Keisse (BEL)              | 137e                      |
| 46                        | Yves Lampaert (BEL)            | 75e                       |
| 47                        | Florian Sénéchal (FRA)         | 81e                       |

| Groupama-FDJ GFC | Groupama-FDJ GFC          | Groupama-FDJ GFC |
| ---------------- | ------------------------- | ---------------- |
| Num              | Coureur                   | Pos              |
| 51               | Alexys Brunel (FRA)       | AB-3             |
| 52               | Kevin Geniets (LUX)       | 22e              |
| 53               | Simon Guglielmi (FRA)     | 71e              |
| 54               | Stefan Küng (SUI) (route) | 30e              |
| 55               | Olivier Le Gac (FRA)      | 25e              |
| 56               | Tobias Ludvigsson (SWE)   | 47e              |
| 57               | Jake Stewart (GBR)        | 110e             |

| Israel Start-Up Nation ISN | Israel Start-Up Nation ISN | Israel Start-Up Nation ISN |
| -------------------------- | -------------------------- | -------------------------- |
| Num                        | Coureur                    | Pos                        |
| 61                         | Dan Martin (IRL)           | 11e                        |
| 62                         | Guillaume Boivin (CAN)     | 86e                        |
| 63                         | Davide Cimolai (ITA)       | 106e                       |
| 64                         | Nils Politt (GER)          | 52e                        |
| 65                         | Jenthe Biermans (BEL)      | 80e                        |
| 66                         | Reto Hollenstein (SUI)     | 69e                        |
| 67                         | Mads Würtz Schmidt (DEN)   | 38e                        |

| Lotto-Soudal LTS | Lotto-Soudal LTS       | Lotto-Soudal LTS |
| ---------------- | ---------------------- | ---------------- |
| Num              | Coureur                | Pos              |
| 71               | Jonathan Dibben (GBR)  | 127e             |
| 72               | Philippe Gilbert (BEL) | 31e              |
| 73               | Roger Kluge (GER)      | AB-4             |
| 74               | Nikolas Maes (BEL)     | NP-5             |
| 75               | Brent Van Moer (BEL)   | 51e              |
| 77               | Tim Wellens (BEL)      | 5e               |
| 78               | Frederik Frison (BEL)  | 68e              |

| Team Ineos INS | Team Ineos INS              | Team Ineos INS |
| -------------- | --------------------------- | -------------- |
| Num            | Coureur                     | Pos            |
| 81             | Rohan Dennis (AUS) (chrono) | 55e            |
| 82             | Michał Kwiatkowski (POL)    | 14e            |
| 83             | Luke Rowe (GBR)             | 119e           |
| 84             | Ben Swift (GBR) (route)     | 20e            |
| 85             | Geraint Thomas (GBR)        | 21e            |
| 86             | Dylan van Baarle (NED)      | NP-1           |
| 87             | Cameron Wurf (AUS)          | 97e            |

| Team Sunweb SUN | Team Sunweb SUN       | Team Sunweb SUN |
| --------------- | --------------------- | --------------- |
| Num             | Coureur               | Pos             |
| 91              | Nikias Arndt (GER)    | 77e             |
| 92              | Cees Bol (NED)        | 112e            |
| 93              | Nico Denz (GER)       | 128e            |
| 94              | Nils Eekhoff (NED)    | 119e            |
| 95              | Casper Pedersen (DEN) | 64e             |
| 96              | Jasha Sütterlin (GER) | 123e            |
| 97              | Ilan Van Wilder (BEL) | 17e             |

| Trek-Segafredo TFS | Trek-Segafredo TFS    | Trek-Segafredo TFS |
| ------------------ | --------------------- | ------------------ |
| Num                | Coureur               | Pos                |
| 101                | Koen de Kort (NED)    | NP-4               |
| 102                | Bauke Mollema (NED)   | 8e                 |
| 103                | Ryan Mullen (IRL)     | 111e               |
| 104                | Vincenzo Nibali (ITA) | 12e                |
| 105                | Antonio Nibali (ITA)  | 54e                |
| 106                | Jasper Stuyven (BEL)  | 150e               |
| 107                | Edward Theuns (BEL)   | NP-5               |

| UAE Team Emirates UAD | UAE Team Emirates UAD    | UAE Team Emirates UAD |
| --------------------- | ------------------------ | --------------------- |
| Num                   | Coureur                  | Pos                   |
| 111                   | Mikkel Bjerg (DEN)       | 116e                  |
| 112                   | Tom Bohli (SUI)          | 143e                  |
| 113                   | Rui Costa (POR)          | 4e                    |
| 114                   | Joe Dombrowski (USA)     | 29e                   |
| 115                   | Alexander Kristoff (NOR) | 73e                   |
| 116                   | Ivo Oliveira (POR)       | 113e                  |
| 117                   | Jan Polanc (SLO)         | 15e                   |

| Alpecin-Fenix AFC | Alpecin-Fenix AFC          | Alpecin-Fenix AFC |
| ----------------- | -------------------------- | ----------------- |
| Num               | Coureur                    | Pos               |
| 121               | Mathieu van der Poel (NED) | 45e               |
| 122               | Dries De Bondt (BEL)       | 100e              |
| 123               | Senne Leysen (BEL)         | 92e               |
| 124               | Sacha Modolo (ITA)         | 99e               |
| 126               | Kristian Sbaragli (ITA)    | 35e               |
| 127               | Otto Vergaerde (BEL)       | 67e               |

| Caja Rural-Seguros RGA CJR | Caja Rural-Seguros RGA CJR | Caja Rural-Seguros RGA CJR |
| -------------------------- | -------------------------- | -------------------------- |
| Num                        | Coureur                    | Pos                        |
| 131                        | Jon Aberasturi (ESP)       | 104e                       |
| 132                        | David González López (ESP) | 145e                       |
| 133                        | Aritz Bagües (ESP)         | 105e                       |
| 134                        | Oier Lazkano (ESP)         | 91e                        |
| 135                        | Héctor Sáez (ESP)          | 61e                        |
| 136                        | Matteo Malucelli (ITA)     | 139e                       |
| 137                        | Juan Fernando Calle (COL)  | 46e                        |

| Circus-Wanty Gobert CWG | Circus-Wanty Gobert CWG | Circus-Wanty Gobert CWG |
| ----------------------- | ----------------------- | ----------------------- |
| Num                     | Coureur                 | Pos                     |
| 141                     | Aimé De Gendt (BEL)     | 122e                    |
| 142                     | Tom Devriendt (BEL)     | 142e                    |
| 143                     | Wesley Kreder (NED)     | 151e                    |
| 144                     | Xandro Meurisse (BEL)   | 18e                     |
| 145                     | Simone Petilli (ITA)    | 36e                     |
| 146                     | Boy van Poppel (NED)    | 156e                    |
| 147                     | Danny van Poppel (NED)  | 135e                    |

| Fundación-Orbea FOR | Fundación-Orbea FOR   | Fundación-Orbea FOR |
| ------------------- | --------------------- | ------------------- |
| Num                 | Coureur               | Pos                 |
| 151                 | Mikel Aristi (ESP)    | 144e                |
| 152                 | Antonio Angulo (ESP)  | 114e                |
| 153                 | Julen Irizar (ESP)    | 70e                 |
| 154                 | Garikoitz Bravo (ESP) | 44e                 |
| 155                 | Gotzon Martín (ESP)   | 39e                 |
| 156                 | Diego López (ESP)     | 147e                |
| 157                 | Iker Ballarin (ESP)   | 98e                 |

| Uno-X Norwegian Development UXT | Uno-X Norwegian Development UXT | Uno-X Norwegian Development UXT |
| ------------------------------- | ------------------------------- | ------------------------------- |
| Num                             | Coureur                         | Pos                             |
| 161                             | Daniel Hoelgaard (NOR)          | 85e                             |
| 162                             | Markus Hoelgaard (NOR)          | 42e                             |
| 163                             | Anders Skaarseth (NOR)          | 78e                             |
| 164                             | Erik Nordsæter Resell (NOR)     | 87e                             |
| 165                             | Kristian Kulset (NOR)           | 120e                            |
| 166                             | Torjus Sleen (NOR)              | 27e                             |
| 167                             | Andreas Leknessund (NOR)        | 19e                             |

| Atum General-Tavira-Maria Nova Hotel ATM | Atum General-Tavira-Maria Nova Hotel ATM | Atum General-Tavira-Maria Nova Hotel ATM |
| ---------------------------------------- | ---------------------------------------- | ---------------------------------------- |
| Num                                      | Coureur                                  | Pos                                      |
| 171                                      | Frederico Figueiredo (POR)               | 26e                                      |
| 172                                      | Alexander Grigoriev (RUS)                | 121e                                     |
| 173                                      | Álvaro Trueba (ESP)                      | 159e                                     |
| 174                                      | César Martingil (POR)                    | 148e                                     |
| 175                                      | Alejandro Marque (ESP)                   | 24e                                      |
| 176                                      | David Livramento (POR)                   | 161e                                     |
| 177                                      | Valter Pereira (POR)                     |                                          |

| Aviludo-Louletano AVL | Aviludo-Louletano AVL          | Aviludo-Louletano AVL |
| --------------------- | ------------------------------ | --------------------- |
| Num                   | Coureur                        | Pos                   |
| 181                   | Vicente García de Mateos (ESP) | 16e                   |
| 182                   | Nuno Meireles (POR)            | 155e                  |
| 183                   | David de la Fuente (ESP)       | 108e                  |
| 184                   | João Matias (POR)              | AB-2                  |
| 185                   | Jesús del Pino (ESP)           | 134e                  |
| 186                   | André Evangelista (POR)        | HD-5                  |
| 187                   | Óscar Hernández (ESP)          | 76e                   |

| Efapel EFP | Efapel EFP            | Efapel EFP |
| ---------- | --------------------- | ---------- |
| Num        | Coureur               | Pos        |
| 191        | Sérgio Paulinho (POR) | 146e       |
| 192        | Luís Mendonça (POR)   | 60e        |
| 193        | Tiago Machado (POR)   | 49e        |
| 194        | Tiago Antunes (POR)   | 140e       |
| 195        | Pedro Paulinho (POR)  | AB-4       |
| 196        | Nicolás Sáenz (COL)   | 57e        |
| 197        | Gerard Armillas (ESP) | 125e       |

| Kelly-Simoldes-UDO KSU | Kelly-Simoldes-UDO KSU  | Kelly-Simoldes-UDO KSU |
| ---------------------- | ----------------------- | ---------------------- |
| Num                    | Coureur                 | Pos                    |
| 201                    | Henrique Casimiro (POR) | 66e                    |
| 202                    | Luís Gomes (POR)        | 40e                    |

| Sans équipe ___ | Sans équipe ___           | Sans équipe ___ |
| --------------- | ------------------------- | --------------- |
| Num             | Coureur                   | Pos             |
| 203             | Venceslau Fernandes (POR) | 129e            |

| Kelly-Simoldes-UDO KSU | Kelly-Simoldes-UDO KSU | Kelly-Simoldes-UDO KSU |
| ---------------------- | ---------------------- | ---------------------- |
| Num                    | Coureur                | Pos                    |
| 204                    | Rafael Lourenço (POR)  | 72e                    |
| 205                    | Pedro Lopes (POR)      | 102e                   |
| 206                    | Fábio Costa (POR)      | 133e                   |
| 207                    | Pedro José Lopes (POR) | 158e                   |

| LA Alumínios-LA Sport LAA | LA Alumínios-LA Sport LAA | LA Alumínios-LA Sport LAA |
| ------------------------- | ------------------------- | ------------------------- |
| Num                       | Coureur                   | Pos                       |
| 211                       | Emanuel Duarte (POR)      | 136e                      |
| 212                       | Gonçalo Leaça (POR)       | 107e                      |
| 213                       | André Ramalho (POR)       | 91e                       |
| 214                       | David Ribeiro (POR)       | 149e                      |
| 215                       | Marvin Scheulen (POR)     | 120e                      |
| 216                       | Bruno Silva (POR)         | 138e                      |
| 217                       | Miguel Salgueiro (POR)    | 154e                      |

| Miranda-Mortágua MIR | Miranda-Mortágua MIR   | Miranda-Mortágua MIR |
| -------------------- | ---------------------- | -------------------- |
| Num                  | Coureur                | Pos                  |
| 221                  | Hugo Sancho (POR)      | 103e                 |
| 222                  | Gaspar Gonçalves (POR) | 89e                  |
| 223                  | Daniel Freitas (POR)   | 96e                  |
| 224                  | Joaquim Silva (POR)    | 50e                  |
| 225                  | João Barbosa (POR)     | 153e                 |
| 226                  | Ángel Sánchez (ESP)    | 115e                 |
| 227                  | Leangel Linarez (VEN)  | 160e                 |

| Rádio Popular-Boavista RPB | Rádio Popular-Boavista RPB | Rádio Popular-Boavista RPB |
| -------------------------- | -------------------------- | -------------------------- |
| Num                        | Coureur                    | Pos                        |
| 231                        | Alberto Gallego (ESP)      | 41e                        |
| 232                        | João Benta (POR)           | 83e                        |
| 233                        | Gonçalo Carvalho (POR)     | 95e                        |
| 234                        | Afonso Silva (POR)         | 101e                       |
| 235                        | Luís Fernandes (POR)       | 32e                        |
| 236                        | Hugo Nunes (POR)           | 74e                        |
| 237                        | David Rodrigues (POR)      | 90e                        |

| W52-FC Porto W52 | W52-FC Porto W52      | W52-FC Porto W52 |
| ---------------- | --------------------- | ---------------- |
| Num              | Coureur               | Pos              |
| 241              | Amaro Antunes (POR)   | 10e              |
| 242              | Ricardo Mestre (POR)  | 79e              |
| 243              | Daniel Mestre (POR)   | 56e              |
| 244              | Jorge Magalhães (POR) | 152e             |
| 245              | Edgar Pinto (POR)     | 34e              |
| 246              | João Rodrigues (POR)  | 48e              |
| 247              | Samuel Caldeira (POR) | 84e              |

| Astana AST | Astana AST               | Astana AST |
| ---------- | ------------------------ | ---------- |
| Num        | Coureur                  | Pos        |
| 1          | Miguel Ángel López (COL) | 3e         |
| 2          | Luis León Sánchez (ESP)  | NP-5       |
| 3          | Zhandos Bizhigitov (KAZ) | 117e       |
| 4          | Rodrigo Contreras (COL)  | 28e        |
| 5          | Davide Martinelli (ITA)  | 94e        |
| 6          | Yuriy Natarov (KAZ)      | 62e        |
| 7          | Harold Tejada (COL)      | 23e        |

| Bora-Hansgrohe BOH | Bora-Hansgrohe BOH                  | Bora-Hansgrohe BOH |
| ------------------ | ----------------------------------- | ------------------ |
| Num                | Coureur                             | Pos                |
| 11                 | Jempy Drucker (LUX)                 | 82e                |
| 12                 | Felix Großschartner (AUT)           | 109e               |
| 13                 | Lennard Kämna (GER)                 | 7e                 |
| 14                 | Martin Laas (EST)                   | 124e               |
| 15                 | Lukas Pöstlberger (AUT)             | 88e                |
| 16                 | Maximilian Schachmann (GER) (route) | 2e                 |
| 17                 | Andreas Schillinger (GER)           | 130e               |

| CCC Team CCC | CCC Team CCC               | CCC Team CCC |
| ------------ | -------------------------- | ------------ |
| Num          | Coureur                    | Pos          |
| 21           | Greg Van Avermaet (BEL)    | 13e          |
| 22           | Matteo Trentin (ITA)       | 43e          |
| 23           | Simon Geschke (GER)        | 6e           |
| 24           | Michael Schär (SUI)        | 59e          |
| 25           | Gijs Van Hoecke (BEL)      | 63e          |
| 26           | Nathan Van Hooydonck (BEL) | 33e          |
| 27           | Patrick Bevin (NZL)        | 58e          |

| Cofidis COF | Cofidis COF                | Cofidis COF |
| ----------- | -------------------------- | ----------- |
| Num         | Coureur                    | Pos         |
| 31          | Elia Viviani (ITA) (route) | 132e        |
| 32          | Simone Consonni (ITA)      | NP-5        |
| 33          | Mathias Le Turnier (FRA)   | 65e         |
| 34          | Luis Ángel Maté (ESP)      | 37e         |
| 35          | Marco Mathis (GER)         | 118e        |
| 36          | Fabio Sabatini (ITA)       | 157e        |
| 37          | Kenneth Vanbilsen (BEL)    | NP-1        |

| Deceuninck-Quick Step DQT | Deceuninck-Quick Step DQT      | Deceuninck-Quick Step DQT |
| ------------------------- | ------------------------------ | ------------------------- |
| Num                       | Coureur                        | Pos                       |
| 41                        | João Almeida (POR)             | 9e                        |
| 42                        | Tim Declercq (BEL)             | 53e                       |
| 43                        | Remco Evenepoel (BEL) (chrono) | 1er                       |
| 44                        | Fabio Jakobsen (NED) (route)   | 131e                      |
| 45                        | Iljo Keisse (BEL)              | 137e                      |
| 46                        | Yves Lampaert (BEL)            | 75e                       |
| 47                        | Florian Sénéchal (FRA)         | 81e                       |

| Groupama-FDJ GFC | Groupama-FDJ GFC          | Groupama-FDJ GFC |
| ---------------- | ------------------------- | ---------------- |
| Num              | Coureur                   | Pos              |
| 51               | Alexys Brunel (FRA)       | AB-3             |
| 52               | Kevin Geniets (LUX)       | 22e              |
| 53               | Simon Guglielmi (FRA)     | 71e              |
| 54               | Stefan Küng (SUI) (route) | 30e              |
| 55               | Olivier Le Gac (FRA)      | 25e              |
| 56               | Tobias Ludvigsson (SWE)   | 47e              |
| 57               | Jake Stewart (GBR)        | 110e             |

| Israel Start-Up Nation ISN | Israel Start-Up Nation ISN | Israel Start-Up Nation ISN |
| -------------------------- | -------------------------- | -------------------------- |
| Num                        | Coureur                    | Pos                        |
| 61                         | Dan Martin (IRL)           | 11e                        |
| 62                         | Guillaume Boivin (CAN)     | 86e                        |
| 63                         | Davide Cimolai (ITA)       | 106e                       |
| 64                         | Nils Politt (GER)          | 52e                        |
| 65                         | Jenthe Biermans (BEL)      | 80e                        |
| 66                         | Reto Hollenstein (SUI)     | 69e                        |
| 67                         | Mads Würtz Schmidt (DEN)   | 38e                        |

| Lotto-Soudal LTS | Lotto-Soudal LTS       | Lotto-Soudal LTS |
| ---------------- | ---------------------- | ---------------- |
| Num              | Coureur                | Pos              |
| 71               | Jonathan Dibben (GBR)  | 127e             |
| 72               | Philippe Gilbert (BEL) | 31e              |
| 73               | Roger Kluge (GER)      | AB-4             |
| 74               | Nikolas Maes (BEL)     | NP-5             |
| 75               | Brent Van Moer (BEL)   | 51e              |
| 77               | Tim Wellens (BEL)      | 5e               |
| 78               | Frederik Frison (BEL)  | 68e              |

| Team Ineos INS | Team Ineos INS              | Team Ineos INS |
| -------------- | --------------------------- | -------------- |
| Num            | Coureur                     | Pos            |
| 81             | Rohan Dennis (AUS) (chrono) | 55e            |
| 82             | Michał Kwiatkowski (POL)    | 14e            |
| 83             | Luke Rowe (GBR)             | 119e           |
| 84             | Ben Swift (GBR) (route)     | 20e            |
| 85             | Geraint Thomas (GBR)        | 21e            |
| 86             | Dylan van Baarle (NED)      | NP-1           |
| 87             | Cameron Wurf (AUS)          | 97e            |

| Team Sunweb SUN | Team Sunweb SUN       | Team Sunweb SUN |
| --------------- | --------------------- | --------------- |
| Num             | Coureur               | Pos             |
| 91              | Nikias Arndt (GER)    | 77e             |
| 92              | Cees Bol (NED)        | 112e            |
| 93              | Nico Denz (GER)       | 128e            |
| 94              | Nils Eekhoff (NED)    | 119e            |
| 95              | Casper Pedersen (DEN) | 64e             |
| 96              | Jasha Sütterlin (GER) | 123e            |
| 97              | Ilan Van Wilder (BEL) | 17e             |

| Trek-Segafredo TFS | Trek-Segafredo TFS    | Trek-Segafredo TFS |
| ------------------ | --------------------- | ------------------ |
| Num                | Coureur               | Pos                |
| 101                | Koen de Kort (NED)    | NP-4               |
| 102                | Bauke Mollema (NED)   | 8e                 |
| 103                | Ryan Mullen (IRL)     | 111e               |
| 104                | Vincenzo Nibali (ITA) | 12e                |
| 105                | Antonio Nibali (ITA)  | 54e                |
| 106                | Jasper Stuyven (BEL)  | 150e               |
| 107                | Edward Theuns (BEL)   | NP-5               |

| UAE Team Emirates UAD | UAE Team Emirates UAD    | UAE Team Emirates UAD |
| --------------------- | ------------------------ | --------------------- |
| Num                   | Coureur                  | Pos                   |
| 111                   | Mikkel Bjerg (DEN)       | 116e                  |
| 112                   | Tom Bohli (SUI)          | 143e                  |
| 113                   | Rui Costa (POR)          | 4e                    |
| 114                   | Joe Dombrowski (USA)     | 29e                   |
| 115                   | Alexander Kristoff (NOR) | 73e                   |
| 116                   | Ivo Oliveira (POR)       | 113e                  |
| 117                   | Jan Polanc (SLO)         | 15e                   |

| Alpecin-Fenix AFC | Alpecin-Fenix AFC          | Alpecin-Fenix AFC |
| ----------------- | -------------------------- | ----------------- |
| Num               | Coureur                    | Pos               |
| 121               | Mathieu van der Poel (NED) | 45e               |
| 122               | Dries De Bondt (BEL)       | 100e              |
| 123               | Senne Leysen (BEL)         | 92e               |
| 124               | Sacha Modolo (ITA)         | 99e               |
| 126               | Kristian Sbaragli (ITA)    | 35e               |
| 127               | Otto Vergaerde (BEL)       | 67e               |

| Caja Rural-Seguros RGA CJR | Caja Rural-Seguros RGA CJR | Caja Rural-Seguros RGA CJR |
| -------------------------- | -------------------------- | -------------------------- |
| Num                        | Coureur                    | Pos                        |
| 131                        | Jon Aberasturi (ESP)       | 104e                       |
| 132                        | David González López (ESP) | 145e                       |
| 133                        | Aritz Bagües (ESP)         | 105e                       |
| 134                        | Oier Lazkano (ESP)         | 91e                        |
| 135                        | Héctor Sáez (ESP)          | 61e                        |
| 136                        | Matteo Malucelli (ITA)     | 139e                       |
| 137                        | Juan Fernando Calle (COL)  | 46e                        |

| Circus-Wanty Gobert CWG | Circus-Wanty Gobert CWG | Circus-Wanty Gobert CWG |
| ----------------------- | ----------------------- | ----------------------- |
| Num                     | Coureur                 | Pos                     |
| 141                     | Aimé De Gendt (BEL)     | 122e                    |
| 142                     | Tom Devriendt (BEL)     | 142e                    |
| 143                     | Wesley Kreder (NED)     | 151e                    |
| 144                     | Xandro Meurisse (BEL)   | 18e                     |
| 145                     | Simone Petilli (ITA)    | 36e                     |
| 146                     | Boy van Poppel (NED)    | 156e                    |
| 147                     | Danny van Poppel (NED)  | 135e                    |

| Fundación-Orbea FOR | Fundación-Orbea FOR   | Fundación-Orbea FOR |
| ------------------- | --------------------- | ------------------- |
| Num                 | Coureur               | Pos                 |
| 151                 | Mikel Aristi (ESP)    | 144e                |
| 152                 | Antonio Angulo (ESP)  | 114e                |
| 153                 | Julen Irizar (ESP)    | 70e                 |
| 154                 | Garikoitz Bravo (ESP) | 44e                 |
| 155                 | Gotzon Martín (ESP)   | 39e                 |
| 156                 | Diego López (ESP)     | 147e                |
| 157                 | Iker Ballarin (ESP)   | 98e                 |

| Uno-X Norwegian Development UXT | Uno-X Norwegian Development UXT | Uno-X Norwegian Development UXT |
| ------------------------------- | ------------------------------- | ------------------------------- |
| Num                             | Coureur                         | Pos                             |
| 161                             | Daniel Hoelgaard (NOR)          | 85e                             |
| 162                             | Markus Hoelgaard (NOR)          | 42e                             |
| 163                             | Anders Skaarseth (NOR)          | 78e                             |
| 164                             | Erik Nordsæter Resell (NOR)     | 87e                             |
| 165                             | Kristian Kulset (NOR)           | 120e                            |
| 166                             | Torjus Sleen (NOR)              | 27e                             |
| 167                             | Andreas Leknessund (NOR)        | 19e                             |

| Atum General-Tavira-Maria Nova Hotel ATM | Atum General-Tavira-Maria Nova Hotel ATM | Atum General-Tavira-Maria Nova Hotel ATM |
| ---------------------------------------- | ---------------------------------------- | ---------------------------------------- |
| Num                                      | Coureur                                  | Pos                                      |
| 171                                      | Frederico Figueiredo (POR)               | 26e                                      |
| 172                                      | Alexander Grigoriev (RUS)                | 121e                                     |
| 173                                      | Álvaro Trueba (ESP)                      | 159e                                     |
| 174                                      | César Martingil (POR)                    | 148e                                     |
| 175                                      | Alejandro Marque (ESP)                   | 24e                                      |
| 176                                      | David Livramento (POR)                   | 161e                                     |
| 177                                      | Valter Pereira (POR)                     |                                          |

| Aviludo-Louletano AVL | Aviludo-Louletano AVL          | Aviludo-Louletano AVL |
| --------------------- | ------------------------------ | --------------------- |
| Num                   | Coureur                        | Pos                   |
| 181                   | Vicente García de Mateos (ESP) | 16e                   |
| 182                   | Nuno Meireles (POR)            | 155e                  |
| 183                   | David de la Fuente (ESP)       | 108e                  |
| 184                   | João Matias (POR)              | AB-2                  |
| 185                   | Jesús del Pino (ESP)           | 134e                  |
| 186                   | André Evangelista (POR)        | HD-5                  |
| 187                   | Óscar Hernández (ESP)          | 76e                   |

| Efapel EFP | Efapel EFP            | Efapel EFP |
| ---------- | --------------------- | ---------- |
| Num        | Coureur               | Pos        |
| 191        | Sérgio Paulinho (POR) | 146e       |
| 192        | Luís Mendonça (POR)   | 60e        |
| 193        | Tiago Machado (POR)   | 49e        |
| 194        | Tiago Antunes (POR)   | 140e       |
| 195        | Pedro Paulinho (POR)  | AB-4       |
| 196        | Nicolás Sáenz (COL)   | 57e        |
| 197        | Gerard Armillas (ESP) | 125e       |

| Kelly-Simoldes-UDO KSU | Kelly-Simoldes-UDO KSU  | Kelly-Simoldes-UDO KSU |
| ---------------------- | ----------------------- | ---------------------- |
| Num                    | Coureur                 | Pos                    |
| 201                    | Henrique Casimiro (POR) | 66e                    |
| 202                    | Luís Gomes (POR)        | 40e                    |

| Sans équipe ___ | Sans équipe ___           | Sans équipe ___ |
| --------------- | ------------------------- | --------------- |
| Num             | Coureur                   | Pos             |
| 203             | Venceslau Fernandes (POR) | 129e            |

| Kelly-Simoldes-UDO KSU | Kelly-Simoldes-UDO KSU | Kelly-Simoldes-UDO KSU |
| ---------------------- | ---------------------- | ---------------------- |
| Num                    | Coureur                | Pos                    |
| 204                    | Rafael Lourenço (POR)  | 72e                    |
| 205                    | Pedro Lopes (POR)      | 102e                   |
| 206                    | Fábio Costa (POR)      | 133e                   |
| 207                    | Pedro José Lopes (POR) | 158e                   |

| LA Alumínios-LA Sport LAA | LA Alumínios-LA Sport LAA | LA Alumínios-LA Sport LAA |
| ------------------------- | ------------------------- | ------------------------- |
| Num                       | Coureur                   | Pos                       |
| 211                       | Emanuel Duarte (POR)      | 136e                      |
| 212                       | Gonçalo Leaça (POR)       | 107e                      |
| 213                       | André Ramalho (POR)       | 91e                       |
| 214                       | David Ribeiro (POR)       | 149e                      |
| 215                       | Marvin Scheulen (POR)     | 120e                      |
| 216                       | Bruno Silva (POR)         | 138e                      |
| 217                       | Miguel Salgueiro (POR)    | 154e                      |

| Miranda-Mortágua MIR | Miranda-Mortágua MIR   | Miranda-Mortágua MIR |
| -------------------- | ---------------------- | -------------------- |
| Num                  | Coureur                | Pos                  |
| 221                  | Hugo Sancho (POR)      | 103e                 |
| 222                  | Gaspar Gonçalves (POR) | 89e                  |
| 223                  | Daniel Freitas (POR)   | 96e                  |
| 224                  | Joaquim Silva (POR)    | 50e                  |
| 225                  | João Barbosa (POR)     | 153e                 |
| 226                  | Ángel Sánchez (ESP)    | 115e                 |
| 227                  | Leangel Linarez (VEN)  | 160e                 |

| Rádio Popular-Boavista RPB | Rádio Popular-Boavista RPB | Rádio Popular-Boavista RPB |
| -------------------------- | -------------------------- | -------------------------- |
| Num                        | Coureur                    | Pos                        |
| 231                        | Alberto Gallego (ESP)      | 41e                        |
| 232                        | João Benta (POR)           | 83e                        |
| 233                        | Gonçalo Carvalho (POR)     | 95e                        |
| 234                        | Afonso Silva (POR)         | 101e                       |
| 235                        | Luís Fernandes (POR)       | 32e                        |
| 236                        | Hugo Nunes (POR)           | 74e                        |
| 237                        | David Rodrigues (POR)      | 90e                        |

| W52-FC Porto W52 | W52-FC Porto W52      | W52-FC Porto W52 |
| ---------------- | --------------------- | ---------------- |
| Num              | Coureur               | Pos              |
| 241              | Amaro Antunes (POR)   | 10e              |
| 242              | Ricardo Mestre (POR)  | 79e              |
| 243              | Daniel Mestre (POR)   | 56e              |
| 244              | Jorge Magalhães (POR) | 152e             |
| 245              | Edgar Pinto (POR)     | 34e              |
| 246              | João Rodrigues (POR)  | 48e              |
| 247              | Samuel Caldeira (POR) | 84e              |